# Mein Kinderradio
 (avril 2020).
Mein Kinderradio est une station de radio privée autrichienne, située à Graz, qui s'adresse principalement aux enfants d'âge préscolaire. L'opérateur est Mein Kinderradio Ltd. basé à Birmingham et avec une succursale à Graz. L'émission est diffusée par voie terrestre à Vienne, où le diffuseur a un bureau depuis le début de l'émission. La production du programme se déroule de manière décentralisée à différents endroits en Autriche et est importée dans le système de l'extérieur.

## Histoire
La station est fondée en septembre 2011 par Thomas Rybnicek, qui travaillait auparavant chez KroneHit et Radio Graz. Les partenaires sont Andreas Früchtl (Party FM et exploitant d'une agence événementielle) et Peter Aigner (associé chez Party FM et directeur d'une société de développement). Ensemble, ils fondent une Limited company à Birmingham au capital de 120 euros.
Le fournisseur a l'approbation en mai 2013 et gagne à la deuxième tentative (une demande similaire pour Salzbourg échoue en 2012), contre les objections de trois concurrents : Florian Novak (Lounge FM) dénonce des éléments budgétaires manquants ou sous-évalués, tels que des licences ou des frais. La succursale autrichienne dont le siège est à Graz est également fondée en mai. La fréquence FM attribuée en juin 2013 était pour des stations de radio événementielles, diffusant sporadiquement et est maintenant disponible pour un programme radio régulier pour la première fois avec la décision de KommAustria. L'émetteur est situé dans la tour I des DC Towers. Selon Lounge FM, la gamme réelle de la fréquence FM était alors d'environ 15 000 auditeurs. Selon le Bundeskommunikationssenat (BKS), le facteur décisif dans le processus d'appel est la diversité d'opinion attendue du programme, qui « doit inclure un contenu local dans une mesure non négligeable, qui à son tour doit prendre en considération le groupe cible des tout-petits et de leurs parents et n'est pas fourni dans la zone de couverture en question. »
Le diffuseur prévoit un chiffre d'affaires annuel compris entre 173 000 et 282 600 euros et de faire des bénéfices à partir de la cinquième année. Bien que la station veuille continuer à rechercher des licences de radio en Autriche, Rybnicek voit le potentiel de développement de la station en particulier dans la webradio. Depuis avril 2018, la station participe à la première opération régulière DAB plus à Vienne (CityMUX Vienna II avec 12,6 kW), en février 2020, la station choisit Bundesmux.

## Programme
La station s'adresse aux enfants de trois à sept ans, à leurs parents et grands-parents.
Le programme est présenté par une voix artificielle baptisée Radino, un concept qui n'existait auparavant que pour les contributions de programmes pré-produites (par exemple, les stations de trafic comme WDR Vera). En fait, le concept vient du fondateur Rybnicek, qui termine le master "Online Radio" à l'université Martin-Luther de Halle-Wittemberg, où il s'occupe de la synthèse vocale. La voix du dinosaure est contrôlée par l'animatrice Doris Wiener-Pucher alias "Winnie", qui agit également en tant que coanimatrice.
La partie éditoriale du programme comprend des bulletins d'information préparés pour les enfants, des informations météorologiques, des conseils d'événement et des informations locales, ainsi que des livres audio pour le groupe cible, comme les histoires de Pumuckl. Les contributions journalistiques incluent des informations scientifiques populaires, notamment des domaines de la zoologie, de l'astronomie ou de la curiosité enfantine générale. La nuit, une émission musicale "légère" pour les parents stressés est diffusée.

## Financement
La station fonctionne sans publicité. Elle doit être financée par le biais de mécènes (donateurs ou sponsors réguliers). En revanche, KommAustria parle d'un rapport musique-parlé de musique de 25%/75% pendant la journée, la proportion de parlé comprend la publicité. Le diffuseur lui-même déclare vouloir « renoncer volontairement à la diffusion de publicités et de spots classiques ». Des formes spéciales de publicité offrent la possibilité de s'adresser « en douceur et en ciblant le groupe ». Le marketing passe par la station elle-même, Rybnicek et l'agence radioworks (Klagenfurt).

## Source, notes et références
1. 1 2 3  (de) « Drache aus dem Computer: Lizenz für Kinderradio », sur Der Standard, 2013 (consulté le 13 avril 2020)
2. ↑  « Wien bekommt ein Kinderradio », sur Die Presse, 2013 (consulté le 13 avril 2020)
3. ↑  (de) Bundeskommunikationssenat, Zulassung für das Kinderradio auf der Wiener Frequenz 103,2 MHz bestätigt, KommAustria, 2013 (lire en ligne)
4. ↑  (de) Stephan Munder, « Mein Kinderradio: Moderation nur mit Sprachsynthese », sur radiowoche, 2013 (consulté le 13 avril 2020)
5. ↑  (de) Tom Leonhardt, « Auf diesem Sender moderiert kein Mensch », sur Campus Halensis, 2014 (consulté le 13 avril 2020)

- (de) Cet article est partiellement ou en totalité issu de l’article de Wikipédia en allemand intitulé « Mein Kinderradio » (voir la liste des auteurs).